# Couture-d’Argenson
Couture-d’Argenson település Franciaországban, Deux-Sèvres megyében. Lakosainak száma 408 fő (2022. január 1.). Couture-d’Argenson Les Gours, Longré, Paizay-Naudouin-Embourie, Saint-Fraigne, Chives, Villiers-Couture, Loubillé és Villemain községekkel határos.

## Népesség
A település népességének változása:
| Lakosok száma | 387  | 372  | 379  | 390  | 401  | 405  | 405  | 408  |
|               | 2013 | 2015 | 2017 | 2018 | 2019 | 2020 | 2021 | 2022 |